# Сигов, Василий Иванович
Васи́лий Ива́нович Си́гов (22 июня 1919, Белоглазово, Омская область — 21 июля 1987, Чистополь, Татарская АССР) — военный моряк, старшина 1 статьи, Герой Советского Союза (указ от 14.09.1945), участник Советско-японской войны, командир экипажа самоходной баржи № 1 отряда высадочных средств Камчатской военной флотилии Тихоокеанского флота.

## Биография
Родился 22 июня 1919 года в деревне Белоглазовой в крестьянской семье. Русский.
Окончил 4 класса, работал в колхозе.
В шестнадцать лет по комсомольской путёвке уехал на Камчатку, где с 1935 года работал мотористом катера на Камчатских рыбных промыслах.
В Красной Армии служил на срочной службе в 1939—1943 годах, начало войны 22 июня 1941 года встретил в звании красноармейца, будучи разведчиком в отдельной зенитной батареи на Дальнем Востоке.
В 1943 году как опытный рыболов был демобилизован для работы в рыбной промышленности, работал в Петропавловск-Камчатском порту на монтаже судов и строительстве порта.
В 1945 году призван в Военно-Морской флот. Участвовал в операции по доставке переданных США по ленд-лизу десантных судов с Аляски на Камчатку.
Участник советско-японской войны 1945 года.
Командир экипажа самоходной баржи № 1 отряда высадочных средств (Камчатская военная флотилия, Тихоокеанский флот) кандидат в члены ВКП(б) старшина 1-й статьи Василий Сигов особо отличился в августе 1945 года в ходе Курильской десантной операции.
В состав сил советского десанта 18 августа 1945 года на остров Шумшу входили три самоходные баржи. В баржу № 1, которой командовал старшина 1-й статьи Сигов В. И., в ходе боя попали четыре японских снаряда. Судно охватило пламя, в связи с чем создалась реальная угроза взрыва находившихся на нём боеприпасов.
Командир экипажа был дважды ранен — в руку и в голову, потерял много крови, но трое суток продолжал руководить доставкой на остров Шумшу советских десантников, артиллерию и боеприпасы, несмотря на ураганный огонь противника. Благодаря самоотверженной боевой работе отряда высадочных средств, и в том числе — экипажу самоходной баржи № 1 под командованием старшины 1-й статьи Сигова В. И., доставленные на острова Курильской гряды советские десантники вынудили противника к капитуляции на Курильских островах. Только после окончательной капитуляции японцев на Шумшу 23 августа Сигов согласился отправиться в госпиталь.
Указом Президиума Верховного Совета СССР от 14 сентября 1945 года за мужество и героизм, проявленные в борьбе с японскими милитаристами, старшине 1-й статьи Сигову Василию Ивановичу присвоено звание Героя Советского Союза с вручением ордена Ленина и медали «Золотая Звезда». Механик баржи № 1 И. Киселёв и член экипажа краснофлотец И. Крюков были награждены орденами Отечественной войны 1-й степени и Ленина соответственно.
В 1946 году В. И. Сигов демобилизован. Член ВКП(б)/КПСС с 1951 года. Работал в Петропавловловском порту. С 1954 года долгое время жил в городе Долинск Сахалинской области, где работал на молочно-пищевом комбинате машинистом компрессорной установки. В 1980-х годах выехал в город Горький (ныне Нижний Новгород), затем в город Чистополь (Татарская АССР). Скончался 27 января 1987 года. Бюст памяти Героя установлен на площади Славы города Южно-Сахалинска.
Награждён орденами Ленина (14.09.1945), Отечественной войны 1-й степени (11.03.1985), медалями.